# Klezmer

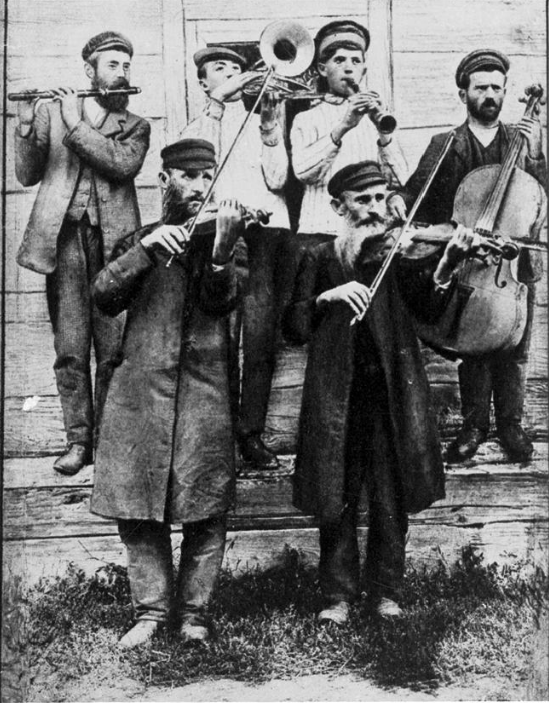
Klezmer (Ukrajina, 1925)

Klezmer (z jidiš כּלי־זמיר, etymologicky z hebrejštiny k'li zemer כלי זמר, „hudební nástroj“) je hudební žánr světské židovské hudby původem z jihovýchodní Evropy, který vznikl v 19. a 20. století. Repertoár vychází především z taneční hudby určené pro svatby a jiné oslavy.

## Historie
Původně znamenalo slovo klezmer hudební nástroj, ale později se význam rozšířil i na samotné hudebníky. Židovští instrumentální hudebníci zvaní kleyzmorim nebo kleyzmerim jsou doloženi kolem 15. století. Jejich hudební odkaz se rozvíjí doteď (zvláště u chasidských komunit, jejichž hudba se ale od současného klezmeru liší).
Pro hudební žánr se slovo klezmer začalo používat až ve 2. polovině 20. století. Žánrově ovšem nejde o jakoukoliv židovskou hudbu nesynagogální, ale specificky lidovou hudbu východoevropských Židů z oblastí Ukrajiny, Polska, Běloruska, Litvy, Rumunska, Maďarska a Slovenska (i když v expozici pražského Židovského muzea je k vidění džbánek s vyobrazením typické klezmerové kapely včetně tureckého bubnu z moravského Mikulova ze začátku 19. století s nápisem v latince klezmorim). Obsazení se nelišilo od ostatních kapel lidové hudby dané oblasti, jde tedy hlavně smyčcové nástroje (housle, violoncello, kontrabas) a malý cimbál. Tuto archaickou, vysloveně folklorní podobu žánru na svých nahrávkách rekonstruuje americký soubor Khevrisa. Budowitz, Joel Rubin a Di Naye Kapelye (v nichž vedle Američanů hrají maďarští instrumentalisté) představují tvář žánru o něco modernizovanější (u všech je to klarinet, Di Naye Kapelye používají akordeon a Joel Rubin má ve své kapele i trubku).

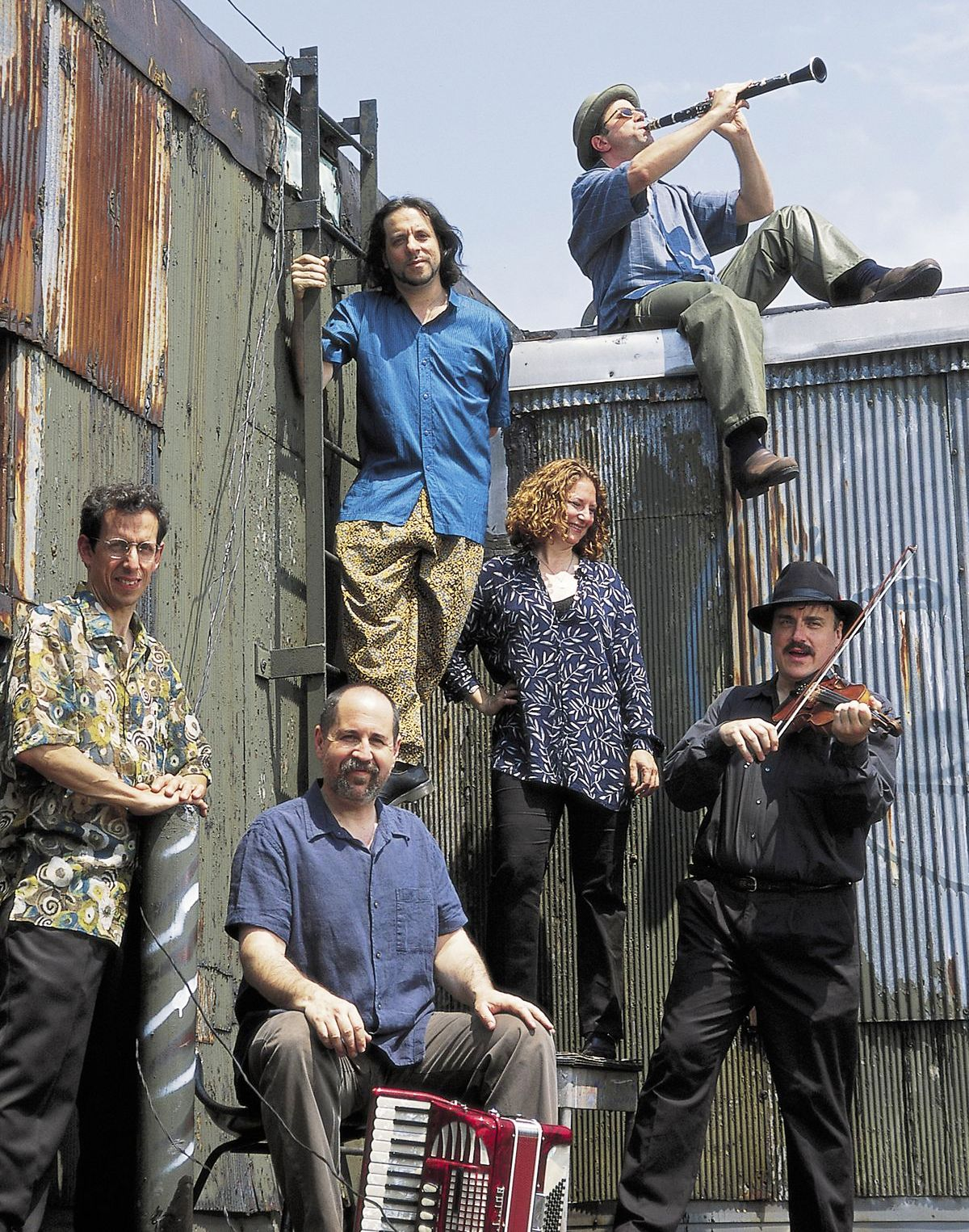
Americká klezmerová skupina The Klezmatics

Autentických nahrávek evropských z doby před první světovou válkou mnoho není a rozhodně neznějí takto folklorně (pokud se nejedná o houslové instrumentalisty, jde o dechovkové soubory), větší množství dobových nahrávek pochází hlavně z USA (v menší míře ze Sovětského svazu, kde existoval v 2. polovině 30. let i státní soubor hrající klezmerovou hudbu, jeho nahrávky vyšly na CD německého vydavatelství Wergo Shalom Comrade! Yiddish Music in the Soviet Union 1928–1961, obrazově-zvukovou podobu dobového klarinetové klezmerového hraní představují sovětské filmy z 30. let Iskatěli sčastja režiséra V. Korše z roku 1936 a Vozroščenije Nejtana Bekkera režisérské dvojice B. Špise a R. Milmanové z roku 1932, v poněkud parodovaném pohledu pak klezmer zazní v hudební polsko-americké jidiš komedii Jidl mitn fidl v hlavní roli s Molly Picon z roku 1936) z období mezi válkami, zvláště snímky klarinetistů Naftula Branweina a Davida Tarase (ten se stal učitelem Andy Statmana) a souboru Abe Schwartze (podle jehož hitu Di grine kuzine se pojmenovala i jedna německá klezmerová kapela repertoárově se však více orientující na Balkán).
Časem doby se repertoár ovšem pod vlivem jazzu měnil a ve 40. a 50. letech snímky klezmerových souborů zněly velmi swingově. K obnově zájmu o autentičtější podobu klezmeru dochází v 2. polovině 70. let (ačkoliv se nesmí zapomínat ani na aktivity klarinetisty Giory Feidmana), kdy začínají vystupovat Klezmorim, k nimž se o něco později přidává klarinetista a mandolinista Andy Statman (věnující se i new acoustic music – modifikované intelektuální verzi instrumentální country music), cimbalista Zev Feldman a hlavně Kapeleye (s houslistou a zpěvákem Michaelem Alpertem a leadrem Henry Sapoznikem) a Klezmer Conservatory Bandem (big bandem řízeným Hankusem Netským, jehož řadami prošel nejeden klezmerový a jazzový hudebník, Frankem Londonem z budoucích Klezmatics počínaje a avantgardním klarinetistou černošského původu Donem Byronem konče). Tyto dvě skupiny do repertoáru zařazovaly nejen taneční melodie, ale i jidiš písně (ať už operetního, muzikálového, kabaretního, nebo i dělnicko-anarchistického původu), čímž do termínu klezmer pohltily dříve samostatný žánr jidiš písně. 90. létům pak vévodí z folkloru vycházející a do jazzu a vážné hudby plující Brave Old World, jejichž zpěvákem je Michael Alpert, a v České republice nejznámější klezmerová kapela Klezmatics. Z USA se rozvoj klezmeru přenáší i do Evropy, k významným představitelům patří nizozemští Di Gojim a Amsterdam Klezmer Band se zpěvákem Alykem Kopytem pocházejícím z Ukrajiny, italští Klezroym, britští Burning Bush či bohatá německá scéna (kde má ovšem silnou tradici interpretace jidiš písní ve folkovém stylu s kytarou, např. u písničkáře Petera Rohlanda (1933–1966) či u skupiny ZUPFGEIGENHANSEL). K rozvoji klezmeru dochází i v zemích, odkud samotný klezmer pochází, ať už v Maďarsku, kde se připojuje k silnému revivalu maďarského folkloru ze 70. let (nejvýraznější soubor Muzsikas natáčí album s židovským folklorem), v Polsku (kde působí spíše do vážné hudby orientovaní Kroke a Cracow Klezmer Band) a nejnověji na Ukrajině (Kharkov Klezmer Band).

## Klezmer v Česku
V Česku se zabývají klezmerem tyto soubory: Trombenik (velmi blízko šramlovitému pojetí jidiš písní), Mackie Messer Klezmer Band, rocková Klec, kapela Létající rabín, která používá tradiční herní styl nejstarších nahrávek ze začátku 20. století, ale zároveň jidiš texty překládá do češtiny a modernizuje je, kapela Šoulet (hlásící se ke kombinaci hudebních stylů klezmer-dechno-punk), kapela Shum Davar (fúze klezmeru, gypsy, užívající lidové motivy balkánské, slovenské, běloruské, kavkazské), tradičnější Pražští klezmerim (s nimiž jidiš písně zpívá herec Petr Vacek), pražská kapela Der Šenster Gob (v jidiš Nejkrásnější dárek) a ostravská klezmerová kapela Simcha.
Šířeji by se k žánru daly připojit i Adash, Ester, Marion, Kateryna Kolcová - Tlustá, Hana Frejková, Věra Nerušilová a Mišpacha, třebaže ty mají v repertoáru jen některé jidiš písně (jež mívala v repertoáru i Hana Hegerová, CD Yomi, yomi - pražská jidiš muzika nazpívala pak i Bára Basiková a Jiří Helekal), nejblíže ke klezmeru pak z tohoto typu souborů má brněnská HaChucpa nebo pražská Frmoll Orchestra (který zvukově ovšem připomíná spíše pouliční tanečně-dechové soubory, k nimž ve 20. letech patřily i americké kapely H. Kandela či I. J. Hochmana). Řadu klezmerských písní nazpívala i česko-polská šansoniérka Renata Drössler. 
S klezmerem se lze setkat na festivalech židovské kultury, jako jsou např. festival Devět bran v Praze, Šamajim v Třebíči, MAŽIF v Praze, Ha Makom Holešov.